# لايد باك كامب
لايد باك كامب (باليابانية: ゆるキャン△، بالروماجي: Yurukyan) هي سلسلة مانغا يابانية من تأليف ورسم آفرو، نشرت من قبل هوبونشا في مجلة Manga Time Kirara Forward، منذ يوليو 2015 حتى فبراير 2019، ثم وانتقلت إلى تطبيق Comic Fuz. أنتجت إلى مسلسل أنمي تلفزيوني من قبل استوديو سي-ستيشن، عرض الأنمي في 4 يناير عام 2018 واستمر عرضه حتى 1 أبريل عام 2021، تكون 25 حلقة + 3 أوفا.

## القصة
تدور احداث القصة حول رين شيما التي تستمتع بقضاء وقتها في التخييم المنفرد في مختلف مواقع التخييم متنقلةعلى متن دراجتها. في ليلة من ليالي تخييمها المنعزل تقابل الفتاة المبتهجة المنتقلة حديثاً ناديشيكو كاجاميهارا التي غرقت في نومها الى ان خيم الليل لتهتدي الى نار تخييم رين ولتعجب بعدها بالتخييم وتبادر بالانضمام الى نادي التخييم في مدرستها الجديدة. ولتنطلق الاحداث اليومية برفقة رين شيما وناديشيكو وزميلاتهن تشياكي اوغاي وأوي اينوياما واينا سايتو حول اليابان ومختلف مناطق التخييم المحلية.

## الشخصيات
ناديشيكو كاغاميهارا (باليابانية: 各務原 なでしこ، بالروماجي: Kagamihara Nadeshiko)
أداء صوتي: يوميري هاناموري
رين شيما (باليابانية: 志摩 リン، بالروماجي: Shima Rin)
أداء صوتي: ناو توياما
تشياكي أوغاكي (باليابانية: 大垣 千明، بالروماجي: Ōgaki Chiaki)
أداء صوتي: سايوري هارا
آوي إينوياما (باليابانية: 犬山 あおい، بالروماجي: Inuyama Aoi)
أداء صوتي: أكي تويوساكي
إينا سايتو (باليابانية: 斉藤 恵那، بالروماجي: Saitō Ena)
أداء صوتي: ريي تاكاهاشي
ساكورا كاغاميهارا (باليابانية: 各務原 桜، بالروماجي: Kagamihara Sakura)
أداء صوتي: مارينا إينوي
مينامي توبا (باليابانية: 鳥羽 美波، بالروماجي: Toba Minami)
أداء صوتي: شيزوكا إيتو
ريوكو توبا (باليابانية: 鳥羽 涼子، بالروماجي: Toba Ryōko)
أداء صوتي: ساتشي كوكوريو
أيانو توكي (باليابانية: 土岐 綾乃، بالروماجي: Toki Ayano)
أداء صوتي: تومويو كوروساوا
هاجيمي شينشيرو (باليابانية: 新城 肇، بالروماجي: Shinshiro Hajime)
أداء صوتي: أكيو أوتسوكا
واتارو شيما (باليابانية: 志摩 渉، بالروماجي: Shima Wataru)
أداء صوتي: تاكاهيرو ساكوراي
ساكي شيما (باليابانية: 志摩 咲، بالروماجي: Shima Saki)
أداء صوتي: كاوري ميزوهاشي
شويتشيرو كاغاميهارا (باليابانية: 各務原 修一朗، بالروماجي: Kagamihara Shūichiro)
أداء صوتي: شينتارو أوها
شيزوكا كاغاميهارا (باليابانية: 各務原 静花، بالروماجي: Kagamihara Shizuka)
أداء صوتي: نوزومي ياماموتو
أكاري إينوياما (باليابانية: 犬山 あかり، بالروماجي: Inuyama Akari)
أداء صوتي: ريساي ماتسودا
مينيكو إينوياما (باليابانية: 犬山 みね子، بالروماجي: Inuyama Mineko)
أداء صوتي: ناومي شيندو
جون سايتو (باليابانية: 斉藤 潤، بالروماجي: Saitō Jun)
أداء صوتي: أكيو أوتسوكا

## الجوائز والترشيحات
| قائمة الجوائز والترشيحات | قائمة الجوائز والترشيحات | قائمة الجوائز والترشيحات  | قائمة الجوائز والترشيحات | قائمة الجوائز والترشيحات | قائمة الجوائز والترشيحات |
| السنة                    | الجائزة                  | الفئة                     | المستلم                  | النتيجة                  | م.                       |
| ------------------------ | ------------------------ | ------------------------- | ------------------------ | ------------------------ | ------------------------ |
| 2025                     | جوائز كرانشي رول للأنمي  | أفضل أنمي شريحة من الحياة | لايد باك كامب - موسم 3   | رُشِّح                      | [ 14 ]                   |

## وصلات خارجية
- موقع الأنمي الرسمي (باليابانية)
- موقع الدراما الرسمي (باليابانية)
- لايد باك كامب على موقع ANN manga (الإنجليزية)